# Bredsjömossen
Bredsjömossen este o arie protejată (arie specială de conservare — SAC, sit de importanță comunitară — SCI, arie de protecție specială avifaunistică — SPA) din Suedia întinsă pe o suprafață de 209,3 ha, integral pe uscat.

## Localizare
Centrul sitului Bredsjömossen este situat la coordonatele 58°47′11″N 15°12′13″E / 58.7864°N 15.2036°E.

## Înființare
Situl Bredsjömossen a fost declarat sit de importanță comunitară în ianuarie 2002 pentru a proteja 7 specii de animale. Alte tipuri de protecție:
- arie de protecție specială avifaunistică (în ianuarie 2002)[2]
- arie specială de conservare (în martie 2011)[1][3][4]

## Biodiversitate
Situată în ecoregiunea boreală, aria protejată conține 7 habitate naturale: Păduri caducifoliate de mlaștină fino-scandinave, Mlaștini împădurite, Mlaștini alcaline, Turbării active, Lacuri și iazuri distrofice naturale, Mlaștini turboase de tranziție și turbării mișcătoare, Taiga vestică.
La baza desemnării sitului se află mai multe specii protejate de  păsări (7): cufundar polar (Gavia arctica), ciuvică (Glaucidium passerinum), cocor (Grus grus), alunar (Nucifraga caryocatactes), culic mare (Numenius arquata), vultur pescar (Pandion haliaetus), cocoșul de mesteacăn (Tetrao tetrix tetrix).